# Matsunaga Sekigo
Matsunaga Sekigo (japanisch 松永 尺五, Go: Shōzan (昌三); geboren 1592 in Kyōto; gestorben 12. Juli 1657) war ein japanischer Konfuzianist. 

## Leben und Wirken
Matsunaga Sekigo war Sohn des Gelehrten und Dichters Matsunaga Teitoku (1571–1653). Sekigo wurde zu einem führenden Vertreter der neo-konfuzianischen Schule des Fujiwara Seika (藤原 惺窩; 1561–1619). Der leitende Vertreter des Bakufu in Kyōto, Itakura Shigemune (板倉 重宗; 1586–1657), unterstützte ihn. Er wurde zusammen mit Hori Kyōan (堀 杏庵; 1583–1642). Hayashi Razan (1593–1657) und Naba Kassho (那波 活所; 1595–1648) als die „Vier großen Gelehrten“ (窩門四天王, Kamon Shitennō) verehrt. 
1648 eröffnete Matsunaga seine eigene Schule, die unter den Namen Shunjūkan (春秋館), Kōshūdō (講習堂) bzw. Sekigodō (尺五堂) überliefert ist. Es heißt, er habe 3000 Schüler gehabt, darunter Kinoshita Jun’an, Kaibara Ekiken, Andō Seian (安東 省庵; 1622–1701) und Utsunomiya Ton’an (宇都宮 遯庵; 1633–1707).
Zu Matsunagas Werken gehören
- „Issai-kyō hassui“(一切経抜萃), Auswahl aus der Sammlung aller Sutren,
- „Taikai itteki“ (大海一滴), „Ein Tropfen des Ozeans“, Auswahl aus dem Taiheiki,
- „Irinshō“ (彝倫抄),
- „Gokyōshū chūshusho“ (五経集注首書), Erläuterungen zu den fünf Sutren
- „Shisho jibun jitsuroku“ (四書事文実録), Erläuterungen zu den „Vier Büchern“ des Konfuzius: Gespräche des Konfuzius, Das Große Lernen, Mitte und Maß und Mengzi,
- „Kobun goshū shusho“ (古文後集首書), Erläuterungen zu alten Schriften, und
- „Sekigo sensei zenshū“ (尺五先生全集), die Gesammelten Werke.